# Euscelidia rapax
Euscelidia rapax là một loài ruồi trong họ Asilidae. Euscelidia rapax được Westwood miêu tả năm 1850. Loài này phân bố ở vùng nhiệt đới châu Phi.